# Квінн (Південна Дакота)
Квінн (англ. Quinn) — місто (англ. town) в США, в окрузі Пеннінґтон штату Південна Дакота. Населення — 63 особи (2020).

## Географія
Квінн розташований за координатами 43°59′7″ пн. ш. 102°7′22″ зх. д. / 43.98528° пн. ш. 102.12278° зх. д. (43.985411, -102.122705).  За даними Бюро перепису населення США в 2010 році місто мало площу 3,00 км², з яких 3,00 км² — суходіл та 0,00 км² — водойми.

### Клімат
| Клімат : Квінн               | Клімат : Квінн | Клімат : Квінн | Клімат : Квінн | Клімат : Квінн | Клімат : Квінн | Клімат : Квінн | Клімат : Квінн | Клімат : Квінн | Клімат : Квінн | Клімат : Квінн | Клімат : Квінн | Клімат : Квінн | Клімат : Квінн |
| Показник                     | Січ.           | Лют.           | Бер.           | Квіт.          | Трав.          | Черв.          | Лип.           | Серп.          | Вер.           | Жовт.          | Лист.          | Груд.          | Рік            |
| Абсолютний максимум, °C      | 22,8           | 23,9           | 31,1           | 35,0           | 40,6           | 45,6           | 47,2           | 45,0           | 42,2           | 36,7           | 29,4           | 25,0           | 47,2           |
| Середній максимум, °C        | 1,7            | 3,9            | 8,9            | 15,6           | 21,1           | 26,7           | 32,2           | 31,7           | 25,6           | 17,8           | 8,9            | 2,2            | 32,2           |
| Середня температура, °C      | −5,6           | −3,3           | 1,7            | 7,2            | 13,3           | 18,9           | 23,9           | 22,8           | 16,1           | 8,9            | 1,1            | −5             | 8,4            |
| Середній мінімум, °C         | −12,8          | −11,1          | −6,1           | −1,1           | 5,6            | 11,1           | 15,0           | 13,3           | 6,7            | −0,6           | −7,2           | −12,8          | 0,1            |
| Абсолютний мінімум, °C       | −41,1          | −40,6          | −36,1          | −24,4          | −10,6          | −1,1           | 1,1            | −2,8           | −12,2          | −21,7          | −33,9          | −40,6          | −41,1          |
| Норма опадів, мм             | 9              | 15             | 30             | 43             | 72             | 76             | 56             | 37             | 34             | 35             | 16             | 10             | 433            |
| ---------------------------- | -------------- | -------------- | -------------- | -------------- | -------------- | -------------- | -------------- | -------------- | -------------- | -------------- | -------------- | -------------- | -------------- |
| Джерело: The Weather Channel |                |                |                |                |                |                |                |                |                |                |                |                |                |

## Демографія
Згідно з переписом 2010 року, у місті мешкали 54 особи в 23 домогосподарствах у складі 14 родин. Густота населення становила 18 осіб/км².  Було 27 помешкань (9/км²).
Расовий склад населення:
| - 85,2 % — білих - 7,4 % — корінних американців - 1,9 % — азіатів - 1,9 % — осіб інших рас |

До двох чи більше рас належало 3,7 %. Частка іспаномовних становила 1,9 % від усіх жителів.
За віковим діапазоном населення розподілялося таким чином: 25,9 % — особи молодші 18 років, 61,1 % — особи у віці 18—64 років, 13,0 % — особи у віці 65 років та старші. Медіана віку мешканця становила 41,5 року. На 100 осіб жіночої статі у місті припадало 134,8 чоловіків;  на 100 жінок у віці від 18 років та старших — 122,2 чоловіків також старших 18 років.
Середній дохід на одне домашнє господарство  становив 59 743 долари США (медіана — 59 375), а середній дохід на одну сім'ю — 61 997 доларів (медіана — 61 250). За межею бідності перебувало 2,2 % осіб, у тому числі 9,1 % дітей у віці до 18 років та 0,0 % осіб у віці 65 років та старших.
Цивільне працевлаштоване населення становило 42 особи. Основні галузі зайнятості: мистецтво, розваги та відпочинок — 31,0 %, фінанси, страхування та нерухомість — 19,0 %, освіта, охорона здоров'я та соціальна допомога — 16,7 %.